# Roman Kozak
Roman Jefimovitsj Kozak (Russisch: Рома́н Ефи́мович Ко́зак) (Vinnytsja, 29 juni 1957 - Moskou, 27 mei 2010) was een Russisch acteur en toneelregisseur. In 2000 ontving hij de titel van "Verdienstelijk Acteur".
Hij overleed op 52-jarige leeftijd na een langdurige ziekte.
- Nationale Bibliotheek van Letland: 000239667
- Virtual International Authority File: 2385148753685141320002